# 王嘉柔
王嘉柔（1536年—？），字惟則，號思霍，直隸安慶府潛山縣人，軍籍，明朝政治人物。

## 生平
嘉靖三十四年（1555年）乙卯科應天府鄉試第四十六名舉人。隆慶五年（1571年）中式辛未科會試第二百七十名，三甲第八十六名進士。户部觀政，授廣東從化縣知县，卒于官。

## 家族
曾祖王道，通判；祖父王峘；父王漟，府同知。前母儲氏；母丁氏。永感下。兄嘉棨。弟嘉檠、嘉寀。